# Rhos
Rhos significa marisma o ciénaga en galés. Es una región al este del Río Conwy al norte de Gales. Empezó como un reino menor para llegar a ser un cantref medieval, parte normalmente de Gwynedd (más tarde la región formó parte de Denbighshire, después Clwyd, y ahora en Conwy county borough).

## Reino: historia y arqueología

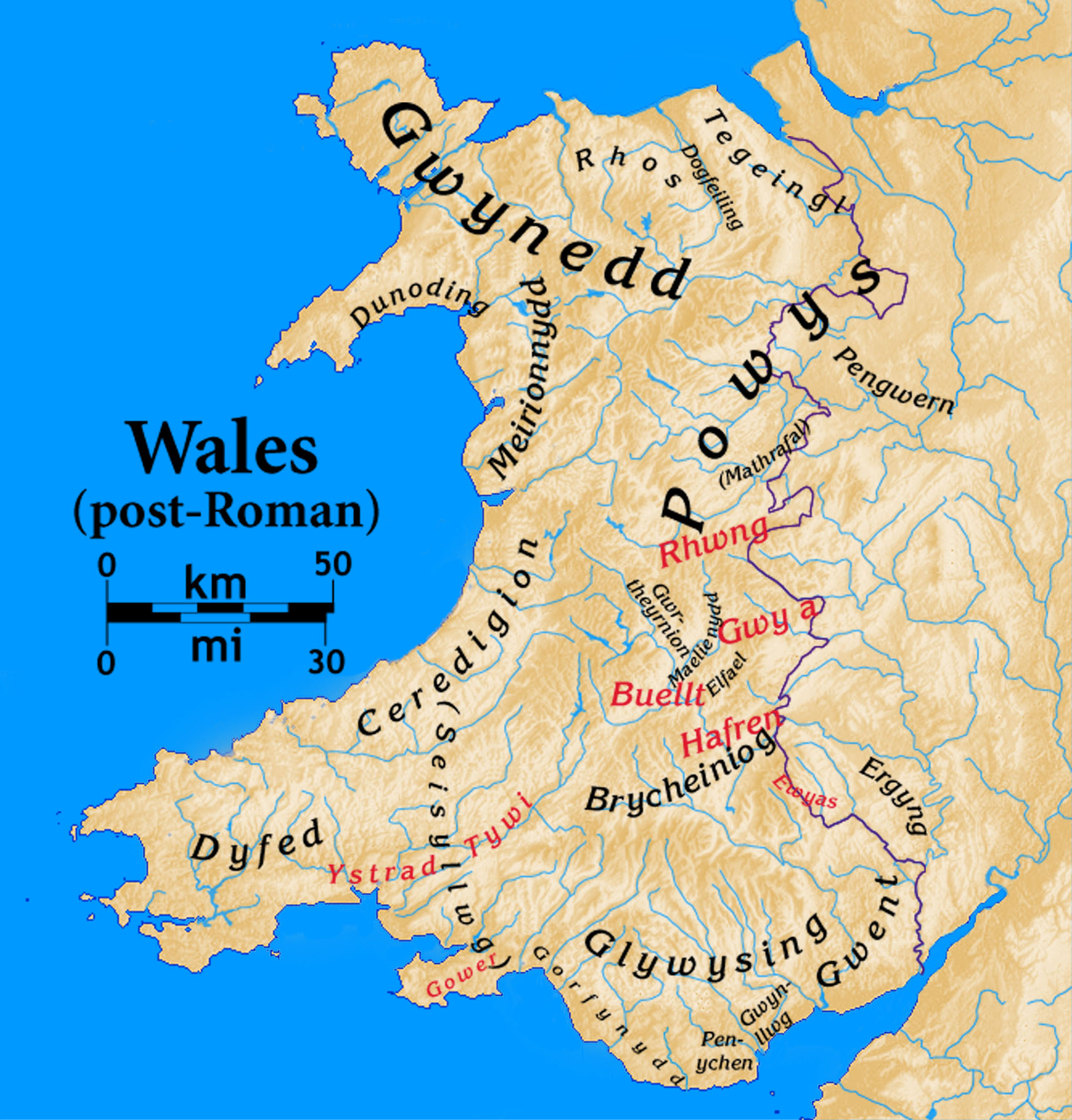
Reinos galeses posromanos. Rhos está en el centro norte,, cerca la costa.

Rhos está identificado como un pequeño reino durante el periodo posromano y comienzos de la Edad Media en un documento genealógico escrito en Galés Antiguo que lista trece de sus reyes (incluyendo dos de los que se sabe gobernaron sobre todo Gwynedd).
Su rey más famoso fue quizás Cynlas Goch, hijo de Owain Ddantgwyn, que vivió a comienzos del siglo VI y fue denunciado por el monje Gildas. Escribió (en latino) que Cynlas era el “guía del carro que es el receptáculo del oso“. Esto último puede referirse a un “Fuerte del Oso”, posiblemente Dinerth, el nombre de un castro en Bryn Euryn en Llandrillo-yn-Rhos.
La Gwynedd Archelogical Trust ha emprendido una excavación de prueba en la zona y sus investigaciones revelaron un masivo muro defensivo de piedra, bien construido con bloques de caliza de calidad que alcanzarían los diez pies de alto. Las murallas tenían un grosor de once pies y medio. Estos defensas no son como las de otros castros de la Edad de Hierro, sino similares a los de otras fortificaciones de la Edad Oscura, así que puede representar un posible baluarte de los Reyes de Rhos.

## Unidad administrativa
Hacia el siglo XI, Rhos era parte de Gwynedd is Conwy (Gwynedd "bajo" el Río Conwy) como una unidad administrativa conocida como cantref. Junto con su tres cantrefi vecinos, el área fue conocida como Y Berfeddwlad o el  'País Medio'entre Gwynedd y Powys y a menudo cambiando manos entre aquellos dos reinos. Con la pérdida de la independencia galesa en 1283, Rhos pasó a ser parte del señorío de Denbigh, concedido al Conde inglés de Lincoln. El cantrefi fue abolido en 1536 con la creación de Denbighshire, pero el nombre de Rhos sobrevive hoy en sitios como Llandrillo-yn-Rhos (Rhos-encima-Mar), Llanelian-yn-Rhos, y Penmaen Rhos.

## Commotes
Creuddyn fue un histórico commote o cymwd de Rhos, posteriormente de Caernarfonshire.